# Белкастро
Белкастро (итал. Belcastro) је насеље у Италији у округу Катанцаро, региону Калабрија.
Према процени из 2011. у насељу је живело 1155 становника. Насеље се налази на надморској висини од 465 м.

## Становништво
| 1931. | 1936. | 1951. | 1961. | 1971. | 1981. | 1991. | 2001. | 2011. |
| ----- | ----- | ----- | ----- | ----- | ----- | ----- | ----- | ----- |
| 2.019 | 2.125 | 2.473 | 2.598 | 2.308 | 1.908 | 1.648 | 1.400 | 1.400 |